# Tuur Stuyck
Tuur Stuyck , woonachtig te Mol, is een Vlaamse regisseur en auteur van voornamelijk korte animatiefilms.

## Levensloop
Stuyck volgde zijn middelbaar onderwijs aan enerzijds het Koninklijk atheneum in Mol en daarbij deeltijds kunstonderwijs te Geel. Daarna vervolgt hij zijn studie aan de Katholieke Universiteit Leuven in de richting wiskundige ingenieurstechnieken, een specialisatie van burgerlijk ingenieur. Hij behaalde zijn doctoraatsdiploma aan de computer graphics onderzoeksgroep van het departement computerwetenschappen aan de KU Leuven. In samenwerking met het Amerikaanse bedrijf Adobe onderzocht hij het gesimuleerde gedrag van visco-elastische vloeistoffen voor de simulatie van een hyperrealistische olieverfsimulator op iPad. Bijkomend werkte hij herhaaldelijk samen met Pixar Animation Studios voor de ontwikkeling van regisseerbare simulaties.
Hij werkt als Post Doctoral Research Scientist bij Pixar Animation Studios in de Verenigde Staten. Hij is auteur van het boek 'Cloth Simulation for Computer Graphics'.
Gedurende een aantal jaar werkte hij als jobstudent bij de animatiestudio Cyborn te Antwerpen. Bijkomend jureerde hij de preselectie van Kunstbende Turnhout in 2008, 2009 en 2010. Verder was hij voorzitter van de jury bij MakingMovies 2011.

## Producties
Stuyck droeg bij aan de langspeelfilm Temper the mage, Coco en Incredibles II. Verder produceerde de volgende korte films:
- 2006: Agonie
- 2007: Boucherie[8]
- 2007: Kralen
- 2008: Mancipia[9]
- 2011: Kleinste van de klas[10]

## Prijzen
In 2010 viel zijn werk De kleinste van de klas in de selecties van het Four River Film Festival in Kroatië, waar hij echter niet in de prijzen viel. Wel viel zijn werk in de volgende prijzen:
- 2006: Eerste prijs MakingMovies filmfestival
- 2007: Eerste prijs Kunstbende Turnhout
- 2007: Eerste prijs Poetry Hacking
- 2008: Eerste prijs Kunstbende Turnhout
- 2008: Eerste prijs MakingMovies filmfestival
- 2008: Beroepsprijs cultuur gemeente Mol
- 2016: Tweede prijs SIGGRAPH 2016 ACM Research Competition[12]